# Ponta da Agulha
A Ponta da Agulha é uma formação geológica costeira de São Tomé e Príncipe, localizado na ilha de São Tomé, a Este da província de Cantagalo. Este acidente geológico localiza-se próximo ao Ilhéu Santana.